# Svîdea, Cerneahiv
Svîdea (în ucraineană Свидя) este un sat în comuna Vîdîbor din raionul Cerneahiv, regiunea Jîtomîr, Ucraina.

## Demografie
Componența lingvistică a localității Svîdea
     Ucraineană (99,4%)
     Alte limbi (0,6%)
Conform recensământului din 2001, majoritatea populației localității Svîdea era vorbitoare de ucraineană (99,4%), existând în minoritate și vorbitori de alte limbi.